# Virtue (Álbum do The Voidz)
Virtue  é o segundo álbum de estúdio da banda estadunidenseThe Voidz, lançado em 30 de março de 2018 pela Cult Records e RCA. É o primeiro álbum da banda após encurtarem o nome de "Julian Casablancas + The Voidz" para apenas "The Voidz".

## Produção e Promoção
No dia 7 de outubro de 2017, o The Voidz tocou as músicas do Virtue pela primeira vez durante um show secreto, em Los Angeles, incluindo "Wink", "ALieNNatioN", "We ' re Where We Were "," My Friend the Walls "e" Lazy Boy ".
A banda também tocou "Wink" no talk show The Noite, do apresentador Danilo Gentili, durante uma turnê pela América do Sul no mesmo mês.
No dia 8 de dezembro de 2017, a banda lançou um vídeo teaser, dirigido por Warren Fu, anunciando o álbum, a simplificação de seu nome para The Voidz e também sua assinatura com a RCA. O vídeo traz trechos das músicas "Pointlessness" e "Pyramid of Bones", bem como da música "The World Is Waiting for the Sunrise" de Les Paul e Mary Ford.
A capa do álbum apresenta uma pintura de 2015 do artista argentino-espanhol Felipe Pantone.

## Musicas
Todas as faixas escritas e compostas por the Voidz, exceto as com nota. 
| N.º            | Título                                                        | Duração |  |
| 1.             | "Leave It in My Dreams"                                       | 3:59    |  |
| 2.             | "QYURRYUS"                                                    | 2:52    |  |
| 3.             | "Pyramid of Bones"                                            | 4:28    |  |
| 4.             | "Permanent High School"                                       | 4:13    |  |
| 5.             | "ALieNNatioN"                                                 | 4:39    |  |
| 6.             | "One of the Ones"                                             | 2:38    |  |
| 7.             | "All Wordz Are Made Up" (co-escrito por Jon Pancoast)         | 3:19    |  |
| 8.             | "Think Before You Drink" (Jeffrey Armstrong, Michael Cassidy) | 2:46    |  |
| 9.             | "Wink"                                                        | 4:00    |  |
| 10.            | "My Friend the Walls"                                         | 4:03    |  |
| 11.            | "Pink Ocean"                                                  | 5:26    |  |
| 12.            | "Black Hole"                                                  | 3:15    |  |
| 13.            | "Lazy Boy"                                                    | 3:30    |  |
| 14.            | "We're Where We Were"                                         | 3:46    |  |
| 15.            | "Pointlessness"                                               | 5:15    |  |
| Duração total: | Duração total:                                                | 58:09   |  |

## Charts
| Chart (2018)                         | Posição |
| ------------------------------------ | ------- |
| New Zealand Heatseeker Albums (RMNZ) | 9       |
| US Billboard 200                     | 151     |
| US Billboard Álbum Alternativo       | 8       |
| US Billboard Álbum de Rock           | 23      |

## Critica
| Críticas profissionais | Críticas profissionais |
| Pontuações agregadas   | Pontuações agregadas   |
| Fonte                  | Avaliação              |
| ---------------------- | ---------------------- |
| Metacritic             | 68/100                 |
| Avaliações da crítica  |                        |
| Fonte                  | Avaliação              |
| DIY                    | [ 11 ]                 |
| NME                    | [ 12 ]                 |
| Pitchfork              | 6.9/10                 |
| Rolling Stone          | [ 14 ]                 |

## Créditos
- Julian Casablancas – vocal
- Jeramy "Beardo" Gritter – guitarra
- Amir Yaghmai – guitarra
- Jacob "Jake" Bercovici – baixo, guitarrra, sintetizadores
- Alex Carapetis – Bateria
- Jeff Kite – Teclado